# Kanton Péronnas
Kanton Péronnas (fr. Canton de Péronnas) byl francouzský kanton v departementu Ain v regionu Rhône-Alpes. Skládal se z osmi obcí. Zrušen byl po reformě kantonů 2014.

## Obce kantonu
- Lent
- Montagnat
- Montracol
- Péronnas
- Saint-André-sur-Vieux-Jonc
- Saint-Just
- Saint-Rémy
- Servas